# Řada nešťastných příhod (seriál)
Řada nešťastných příhod (v anglickém originále Lemony Snicket's A Series of Unfortunate Events, zkráceně A Series of Unfortunate Events) je černohumorný komediálně-dramatický seriál americké webové televizní společnosti Netflix.  Autoři  Mark Hudis a Barry Sonnenfeld jej vytvořili na základě stejnojmenné řady dětských knih amerického spisovatele Daniela Handlera alias Lemonyho Snicketa, která popisuje nešťastný osud sourozenců Violet, Klause a Sunny Baudelairových. Seriál se dočkal 25 dílů rozdělených do tří řad, které byly zveřejněny v letech 2017–2019.
V hlavních rolích vystupují Neil Patrick Harris jako hrabě Olaf, Patrick Warburton jako Lemony Snicket, Malina Weissmanová jako Violet Baudelairová, Louis Hynes jako Klaus Baudelaire, Presley Smithová jako Sunny Baudelairová, K. Todd Freeman jako pan Poe, Lucy Punchová jako Esmé Squalorová, Avi Lakeová jako Isadora Quagmireová a Dylan Kingwell jako Duncan a Quigley Quagmireovi.

## Děj
Seriál popisuje mládí tří sourozenců, Violet, Klause a Sunny Baudelairových poté, co jejich rodiče uhořeli při požáru rodinného domu. Nejprve krátce žijí v rodině finančního poradce svých rodičů, pana Poea, načež jsou předáni do péče prvního z řady opatrovníků hraběte Olafa. Poe se po smrti rodičů Baudelairových stal správcem značného dědictví, jež má sourozencům připadnout, jakmile Violet dovrší 18 let. Hrabě Olaf je údajně jejich velmi vzdálený příbuzný. Violet, Klaus a Sunny brzy poznají, že je to nepřátelský, bezohledný a chamtivý člověk odhodlaný zmocnit se dědictví sourozenců Baudelairových jakýmikoli prostředky, ovšemže převážně nezákonnými. Olaf pronásleduje sourozence, kamkoliv se hnou. Pokaždé se objeví v jiném přestrojení a spřádá neustále nové plány, jak se zmocnit jejich jmění. Snaha sourozenců přesvědčit své okolí o skutečné identitě hraběte Olafa naráží na lhostejnost, naivitu, nezájem a nevraživost dospělých kolem nich. V pozdějších dílech se do popředí dostává boj dobra a zla reprezentovaný rozkolem v tajemné dobrovolnické organizaci, jež se skrývá pod zkratkou D. P.
Každý ze tří sourozenců je nadán výraznými dovednostmi, které jim v během dobrodružství pomáhají uniknout Olafovým nástrahám a obstát v nepříliš přátelském světě dospělých. Violet dokáže konstruovat mechanické přístroje a zařízení, jež jim nejednou zachrání život. Klaus je vášnivý čtenář a badatel s neuvěřitelnou pamětí, která se stává doslova studnicí mnohdy životně důležitých vědomostí. Sunny, přestože je zpočátku teprve v batolecím věku, má neobyčejně velké a ostré čtyři zuby, jež sourozence Baudelairovy nejednou vytáhnou z nepěkné šlamastiky. Později se Sunny naučí i vařit a ze slabého dítěte se stane mladé děvče, jež začíná mluvit jednoduchým jazykem sestávajícím zprvu z krátkých neúplných vět a zvolání, v nichž se skrývá plno jinotajů a slovních hříček. Ke konci již začíná normálně hovořit. 

## Obsazení
- Neil Patrick Harris jako hrabě Olaf, člen a šéf té nejhorší herecké společnosti, padouch, kterého zajímá jen velké dědictví Baudelaierových, bývalý člen D. P.
- Patrick Warburton jako Lemony Snicket, vypravěč
- Malina Weissman jako Violet Baudelaierová. Nejstarší ze sourozenců Badelaierových, její koníček je sestrojování různých přístrojů, které nejednou hrají důležitou roli.
- Louis Hynes jako Klaus Baudelaire. Prostřední dítě, jeho koníček je čtení knih a své znalosti z nich často využívá.
- K. Todd Freeman jako Arthur Poe, rodinný bankéř a vykonavatel závěti
- Presley Smith jako Sunny Baudelairová. Nejmladší, na začátku série teprve batole, ale díky svým ostrým „tesákům” nezůstává pozadu, koncem druhé série a ve třetí sérii se rozvíjejí její kulinářské schopnosti.
- Lucy Punch jako Esmé Squalorová, finanční poradkyně (2.–3. řada)
- Avi Lake jako Isadora Quagmireová. Sestra Duncana a Quigleyho Quagmireových, které jde především skládání veršů s tajnou zprávou nebo poselstvím. (2.–3. řada)
- Dylan Kingwell jako Duncan a Quigley Quagmireovi, Isadořini bratři (2.–3. řada)